# 어빙 피셔

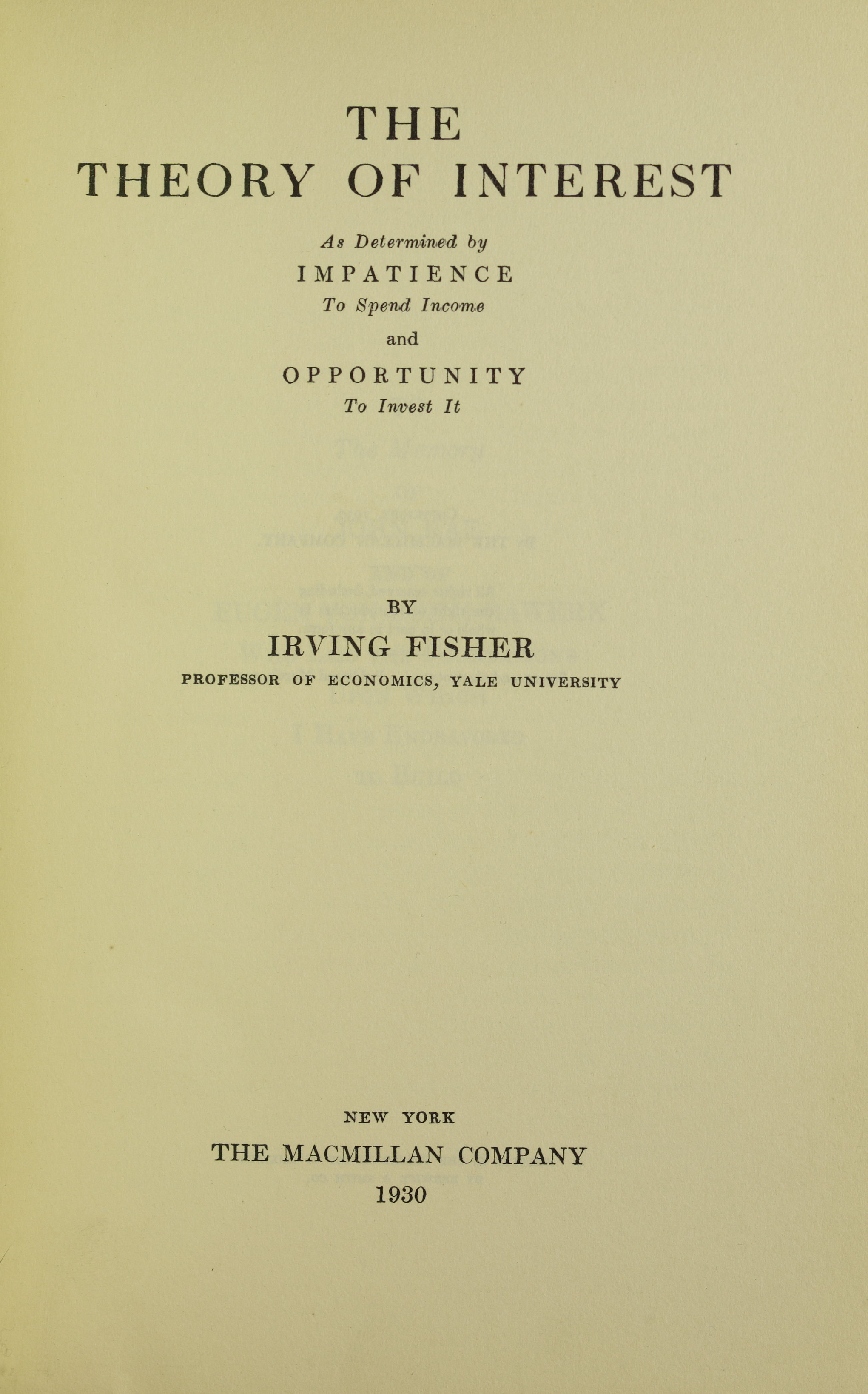
Theory of interest as determined by impatience to spend income and opportunity to invest it, 1930

어빙 피셔(Irving Fisher, 1867년 2월 27일, 뉴욕 ~ 1947년 4월 29일, 뉴욕)는 미국의 경제학자이다. 계량 경제학회 초대 회장을 지냈고, 근대 경제 이론의 개척자이다. 1898년 예일 대학의 교수가 되었다. 화폐 수량설과 물가 지수론을 주장한 사람으로 유명하다. 그는 미국 수리 경제학을 대표하는 학자로, 저서에 《가치와 가격 이론의 수학적 연구》, 《지수론》등이 있다.

## 경제학

### 시제소비선택
사람들이 소비를 할 때에는 현재 소득이 없더라도 미래에 소득이 있을 것으로 예상한다면 돈을 빌려서라도 소비를 한다고 보며, 미래의 예상 소득은 현재의 소비에도 영향을 미친다고 보았다. 그러므로 현재 소비 상태만을 고려하는 것이 아닌 시간에 따른 경제상태도 고려해야 한다고 보며 시제소비선택 이론을 제안했다. 그는 이 이론에 미래의 소비를 이자율로 계산하여 현재의 가치로 표현하였으며, 이 이론으로 현재의 소득보다 많이 소비를 하려면 미래소득을 담보로 돈을 빌릴 수 있어야 한다는 것을 설명하고자 했다. 어빙 피셔의 시제소비선택 이론은 모디글리아니의 평생소득가설과 듀센베리의 상대소득가설 이론의 근거가 되었다.

### 소비세
현재의 소득에서 저축을 하고 나중에 저축을 투자하는 방법으로 소득이 창출되는데, 소득세의 경우 소비하고 남아 저축에 들어갈 소득에 세금을 부과하여 미래 투자에 투입될 저축을 줄이고 나중에는 그 투자로 나온 소득에 다시 한번 세금을 부과한다는 점에서 이중과세 문제를 일으킨다고 주장했다. 그런 이유에서 어빙 피셔는 자본 축적을 방해하는 소득세가 아닌 소비세를 도입해야 한다고 주장했다. 피셔의 시제소비선택 가설을 근거로 자신의 생애주기가설을 설명한 모딜리아니는 그의 생애주기가설 논문에서 자본세가 자본 축적을 방해한다는 것을 이유로 들며 그의 논문에서 소득세보다 소비세가 더 공평하다고 보았다.

## 같이 보기
- 한계주의
- 밀턴 프리드먼